# Êtes-vous jalouse ?
Pour plus de détails, voir Fiche technique et Distribution.
Êtes-vous jalouse ? est un film français réalisé par Henri Chomette, sorti en 1938.

## Fiche technique
- Titre : Êtes-vous jalouse ?
- Réalisation : Henri Chomette, assisté de Serge Vallin et de Pierre Gaspard-Huit
- Scénario : Henri Chomette et Carlo Rim, d'après la pièce d'Alexandre Bisson et Adolphe Leclercq
- Dialogues : Carlo Rim
- Photographie : Boris Kaufman
- Musique : Casimir Oberfeld
- Décors : René Renoux
- Photographe de plateau : Raymond Voinquel
- Producteur : Gilbert Renault-Decker
- Directeur de production : Roger Le Bon
- Société de production : F.R.D. (Paris)
- Société de distribution : Pathé Consortium Cinéma
- Pays de production :  France
- Langue : Français
- Format : Noir et blanc - 1,37:1 - 35 mm - Son mono
- Genre : Comédie
- Durée : 100 minutes
- Date de sortie : 
  - France : 5 janvier 1938

## Distribution
- Suzy Prim : Germaine Moreuil
- André Luguet  : Lucien Moreuil
- Gabrielle Dorziat : Gabrielle Brunois
- Fernand Charpin : Amédée Brunois
- Pierre Juvenet : M. Muscadet
- Génia Vaury : Suzanne Muscadet
- Jean Sinoël : Toulinguet
- Romain Bouquet : 	Ludovic
- Jean Joffre : Dutaillis
- Rosita Montenegro : Dolorès
- Renée Dennsy : Julie
- Hélène Ray : Denise
- Paul Demange
- Michel André
- Ginette Darey